# Kosmos 2237
Kosmos 2237, ruski ELINT (radioelektronsko izviđanje) satelit iz programa Kosmos. Vrste je Celina-2.
Lansiran je 26. ožujka 1993. godine u 2:21 s kozmodroma Bajkonura u Kazahstanu, startnoga kompleksa br. 45L. Lansiran je u nisku orbitu oko planeta Zemlje raketom nosačem Zenit-2 11K77. Orbita mu je 848 km u perigeju i 852 km u apogeju. Orbitni nagib je 71,02°. Spacetrackov kataloški broj je 22565. COSPARova oznaka je 1993-016-A. Zemlju obilazi za 101,94 minute. Pri lansiranju bio je mase 6000 kg. 
Tijekom misije otpalo je jedan dio koji je ostao u orbiti, kao i glavni dio satelita.

## Vanjske poveznice
- N2YO.com Search Satellite Database
- Celes Trak SATCAT Format Documentation (engl.)